# Москалівка (Кременецький район)

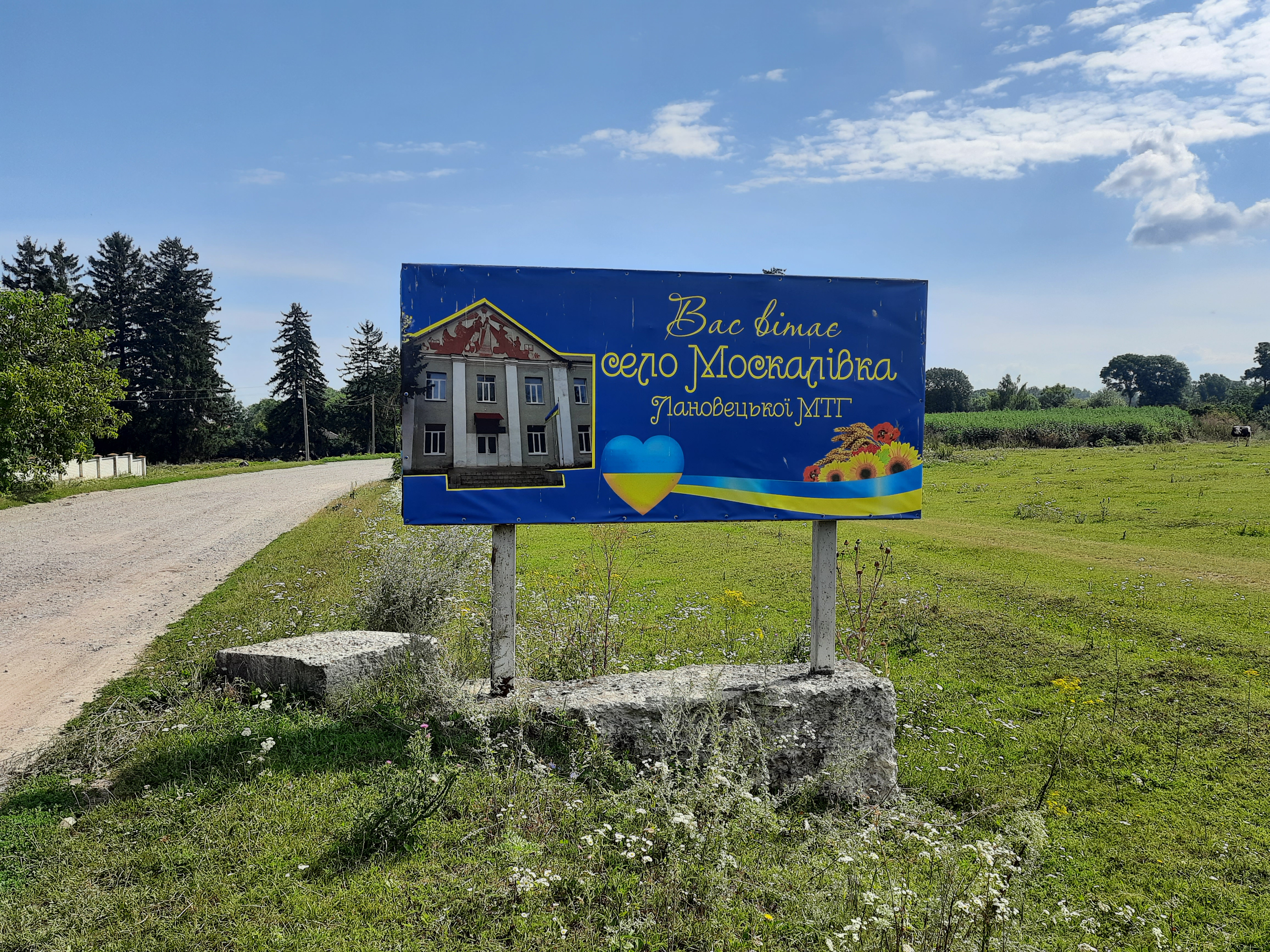
В'їзд у село

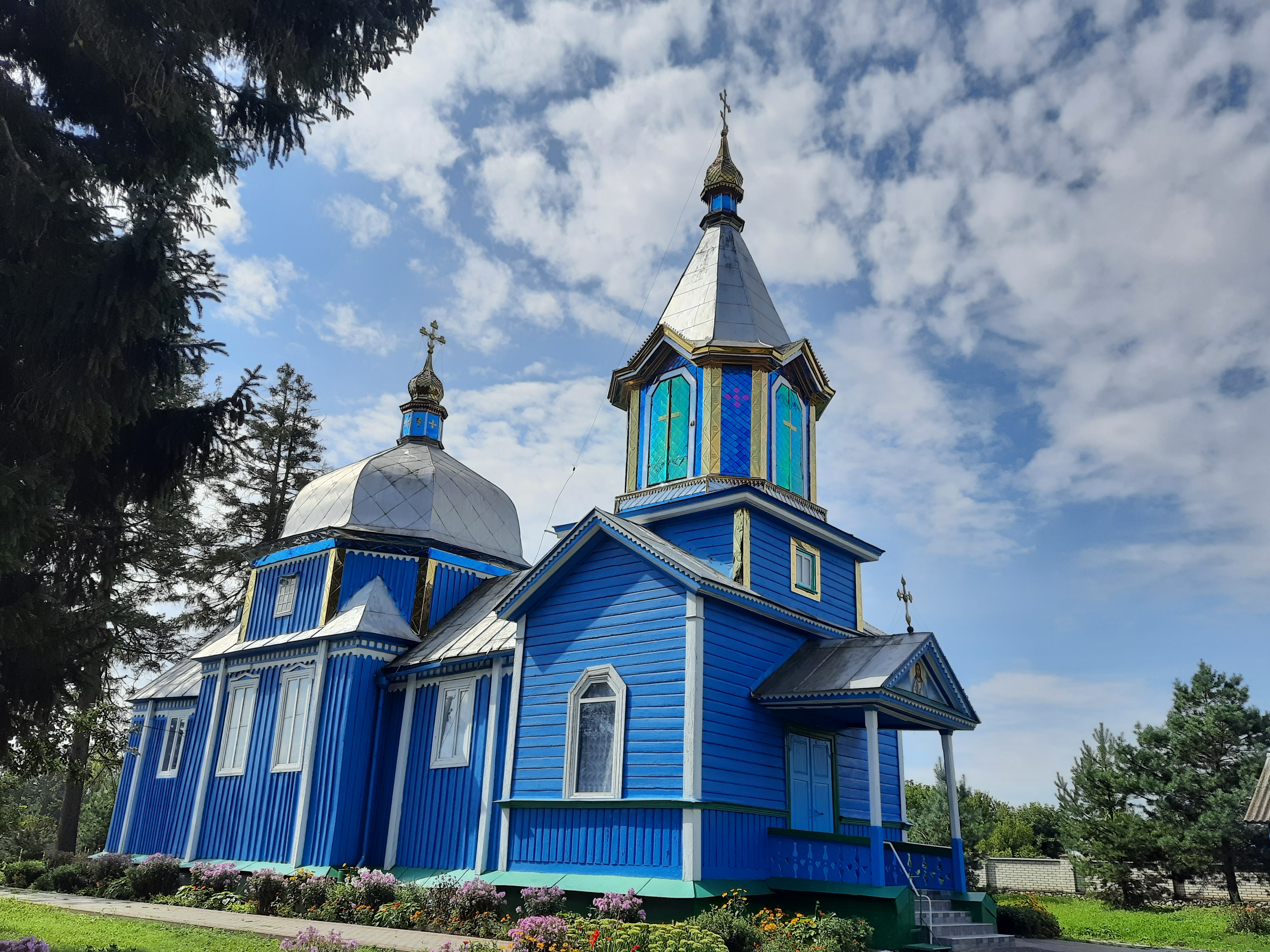
Церква Святого Димитрія Солунського

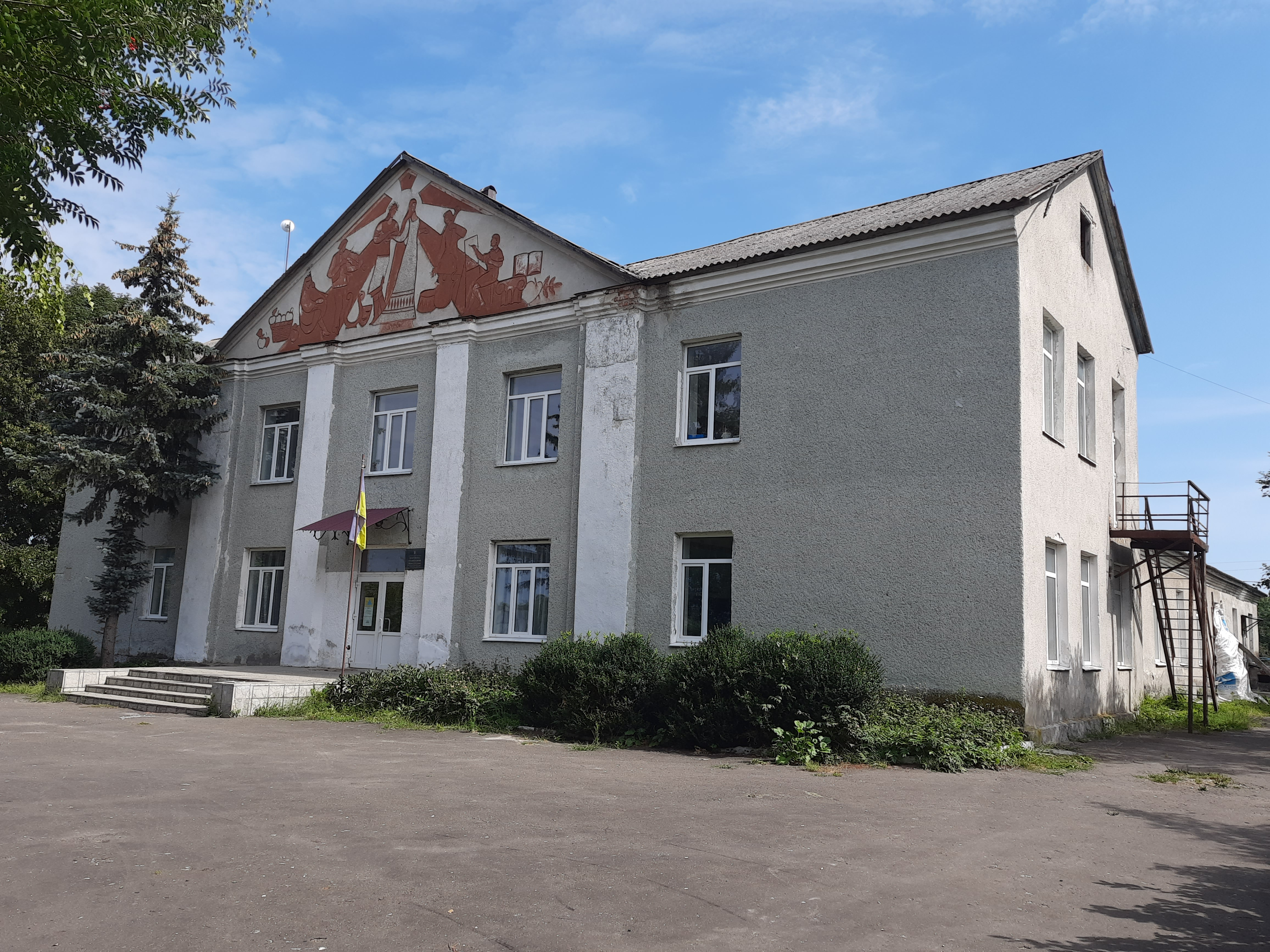
Будинок культури

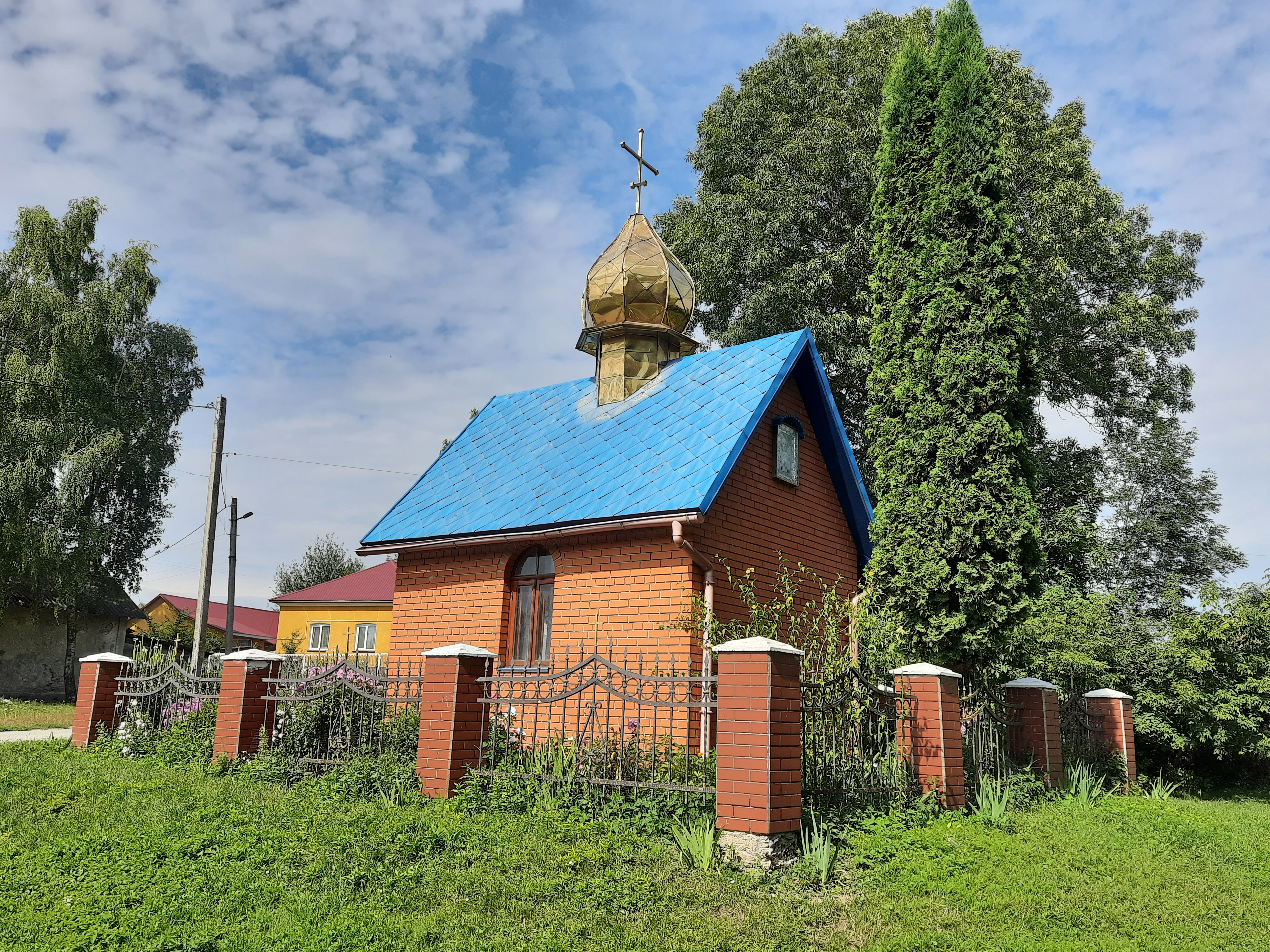
Капличка

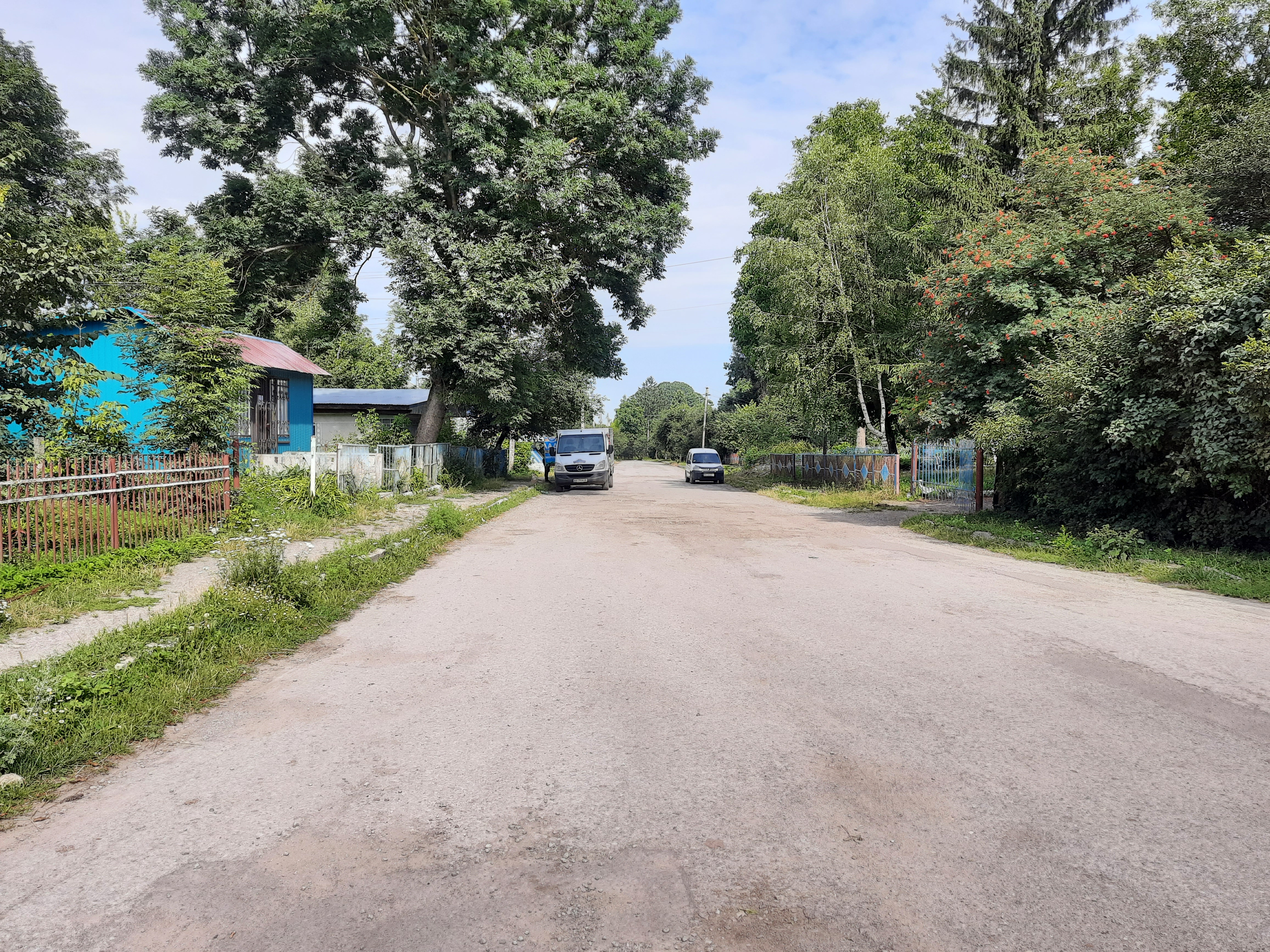
Сільська вулиця

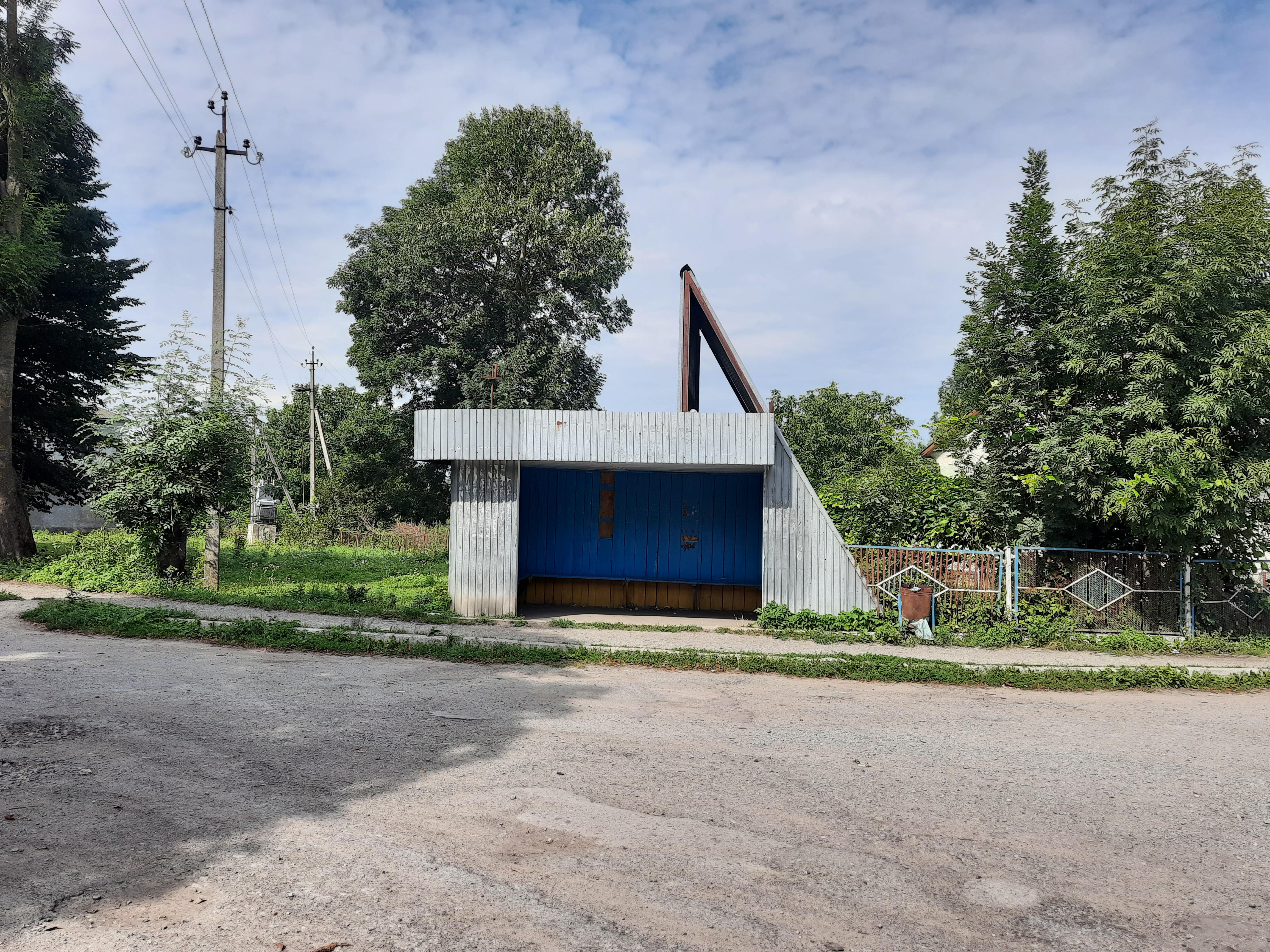
Автобусна зупинка.

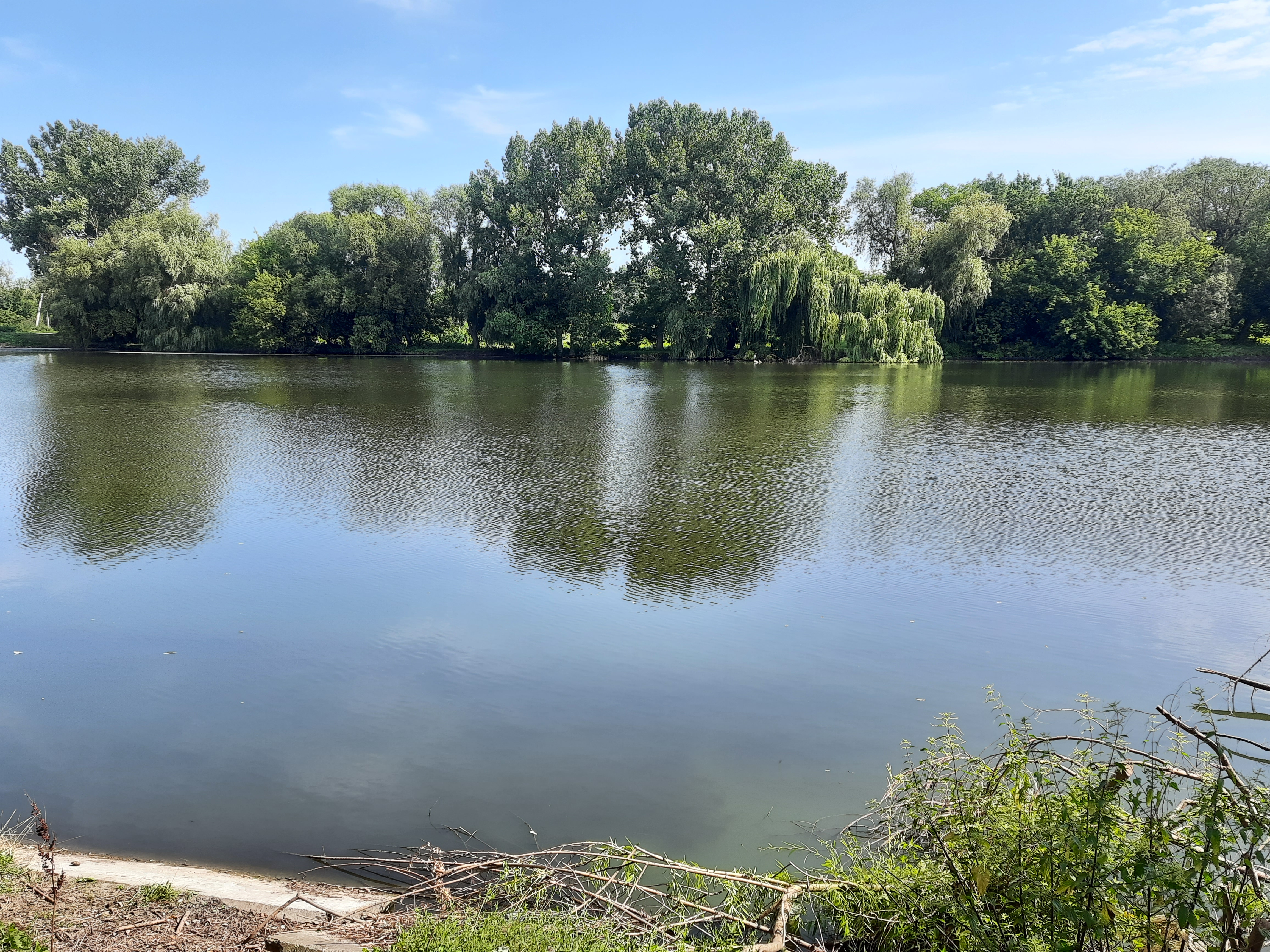
Став біля села

Москалі́вка — село в Україні, у Лановецькій міській громаді Кременецького району Тернопільської області. Розташоване на півдні району. Знаходиться на відстані 1,5 км від села Плиска і 2,5 км від села Білозірка. До 2020 року центр Москалівської сільської ради, якій було підпорядковане також село Плиска. Поблизу Москалівки були хутори Відвід, Вірля, Захристя, Зелена Криниця, нині незаселені.
Населення — 597 осіб (2003).

## Походження назви
Існує кілька гіпотез, що обґрунтовують походження назви села:
- походить від прізвища першого поселенця — легендарного Москаленка чи Москалевича;
- від слова «москалі» — солдати армії Царства Московського, а згодом Російської імперії;
- засновниками села були росіяни, а українці їх в той час називали «москалі».

## Історія

### Писемні згадки
Історичних джерел про виникнення і розвиток села виявлено небагато. Зокрема, є згадка про Москалівку в працях «Историко-статистическом описании Волынской епархии», «Село Москаливка, как имение князя воеводы Троцкого упоминается в акте от 8 сентября 1582 года — в свидетельстве Степана Шараповича и Дмитрия Васильовича, селянина князя воеводы Троцкого о том, что Настасья Котовна не была законною женою Литого москвитянина Петра Вороновецкого». В писемних джерелах XIX століття населений пункт згадується як «Велика Москалівка».

### Російська імперія
Довідник «Історія Лановеччини» свідчить, що раніше село входило до складу Білозірецької волості Кременецького повіту і практично 200 років знаходилося на російсько-австрійському кордоні. У 1570 році Москалівка належала Степану Шумському, в 1582 році — маєток князя-воєводи Троцького, а у 1583 — власність Івана Косинського.
Наприкінці XIX ст. тут нараховувалося 148 «димів» (будинків), де мешкало приблизно 1020 осіб, була дерев'яна церква, збудована у XVIII столітті, парафіяльна школа, яка діяла з 1850 року.

### Українська Народна Республіка
В 1917 село належало до Української Народної Республіки. Втім, внаслідок поразки національно-визвольних змагань, Західна Волинь, разом із Лановеччиною, потрапила під владу Польської Республіки.

### Польська Республіка
На 1936 рік село входило до ґміни Білозірка Кременецького повіту.
До 1939 року село перебуває у складі Польщі.

### Друга світова війна

#### Радянська окупація
В 1939 році Червона Армія окупує Москалівку і встановлює тут більшовицьку владу.
В 1941 році москалі організовують колгосп «Заповіт Ілліча».

#### Німецька окупація
З вибухом німецько-радянської війни національно-свідомі українці переходять у підпілля та згодом вливаються до лав УПА.
202 мешканці Москалівки було примусово мобілізовано до Червоної Армії, всупереч міжнародному праву. З них 104 віддали своє життя в боротьбі однієї антиукраїнської імперії проти іншої.
В 1934 році у Москалівці сталася велика пожежа. Згоріло майже все село, від будівель попередніх століть залишились небагатослівні згарища.

### Повторна радянська окупація
1944 року в село знову входять більшовицькі війська, цього разу надовго.

### НезалежнаУкраїна
З 24 серпня 1991 року Москалівка входить до складу незалежної України.
12 червня 2020 року, відповідно до розпорядження Кабінету Міністрів України № 724-р «Про визначення адміністративних центрів та затвердження територій територіальних громад Тернопільської області» увійшло до складу Лановецької міської громади.
19 липня 2020 року, в результаті адміністративно-територіальної реформи та ліквідації Лановецького району, село увійшло до складу Кременецького району.

## Економіка
В селі економіка представлена в галузі сільського господарства.
Діють СПП «Агрофірма Збруч», ПСП «Вімо», фермерські господарства, основною діяльністю яких є вирощування зернових та технічних культур.

## Соціальна сфера
Москалівська загальноосвітня школа І — ІІ ступенів (директор — Поплавський Юрій Маріанович), Комунальний дошкільний навчальний заклад «Сонечко».

### Музей Івана Марчука
2010 року в приміщенні школи відкрито музей Івана Марчука. Це єдиний музей всесвітньо визнаного генія. У 1936 році у Москалівці народився заслужений художник України, Іван Степанович Марчук. У невеличкому приміщенні знаходиться понад 20 картин, створених за допомогою унікальної живописної техніки — Пльонтанізму, котрі Іван Степанович подарував своїм односельчанам, автобіографічні дані, прикрашені фотографіями, цікаві сюжети з життя непересічної особистості, світлини з київської майстерні та хатини-майстерні у Каневі. Ще в кімнаті-музеї зібрані особисті речі генія, за допомогою яких народжувалися світові шедеври: пензлі, палітри, окуляри.

## Історичніпам'ятки

### Архітектурні

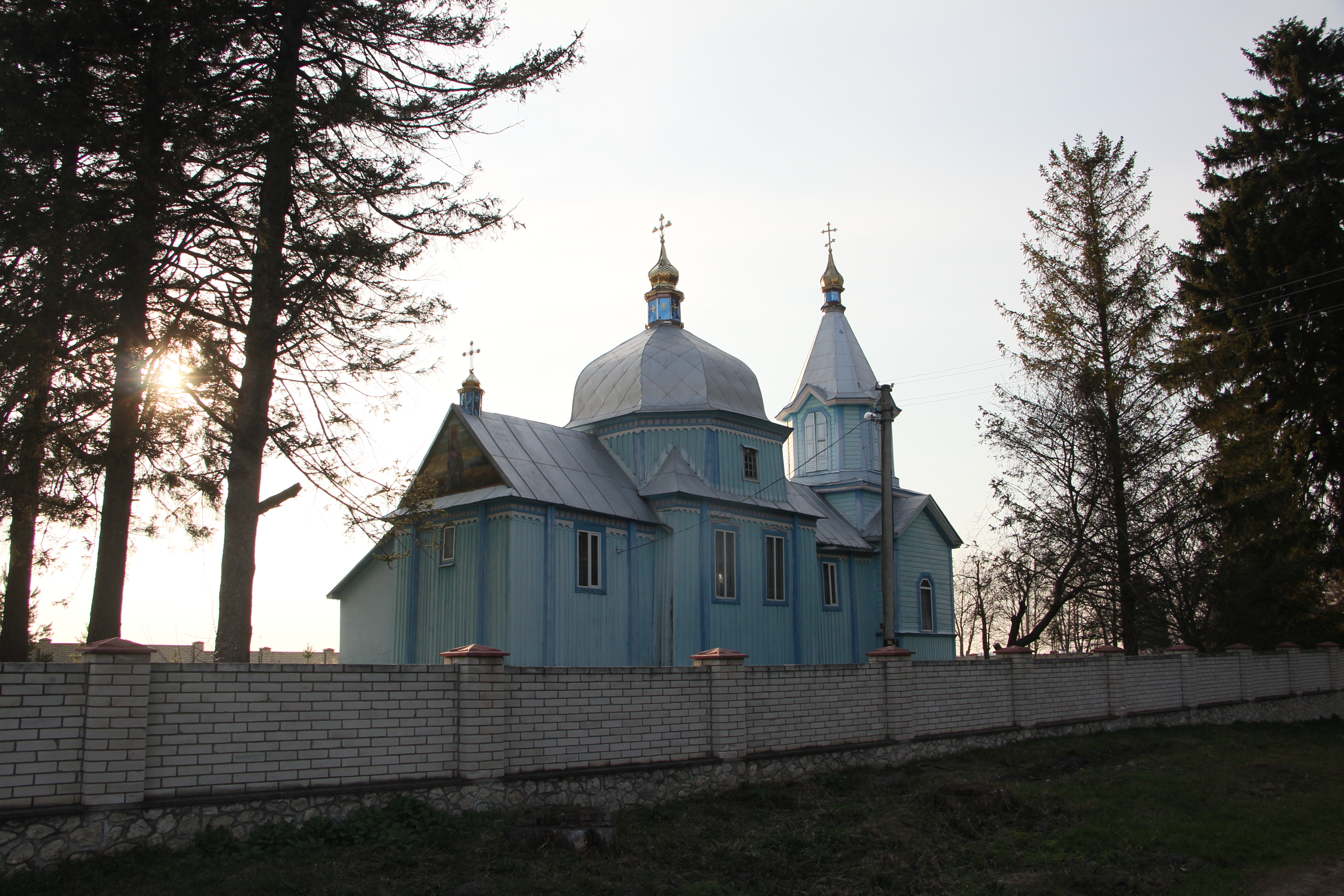
Дерев'яна церква

Церква святого великомученика Димитрія Солунського (1750, дерев'яна). Москалівську церкву Святого Великомученика Дмитра Солунського збудовано у 1750 році завдяки зусиллям священика о. Григорія Радкевича та прихожан. Про це свідчать документи, що зберігаються в музеї школи. Будівля храму дерев'яна на кам'яному фундаменті. У 1905 році був побудований іконостас. Гордістю церкви є дзвіниця із милозвучними дзвонами. На одному із дзвонів 1932 року є напис: 
«Сей колоколь соружень для церкви села Москальовка Кременецкого уєзда Волинской епархии на парафиальные средства, весом в 29 пудов на заводе колоколов Казимира Свидзинского в Тернополе 1932 года».

### Пам'ятники
Споруджено пам'ятник воїнам-односельцям, полеглим у німецько-радянській війні (1975, реконструйований 2002). Скульптура жінки з мечем і палаючим смолоскипом у руках. Скульптура розміщена на прямокутному постаменті. По обидві сторони — стели з барельєфним зображенням воїнів і цифри: «1941-1945». Біля стел, на прямокутному постаменті, встановлені плити з іменами полеглих. До пам'ятника ведуть сходи. Матеріал — бетон, камінь-пісковик.
Під час відвоювання села Москалівка загинули 2 радянських вояків, прізвища яких досі невідомі. Поховані у братській могилі на сільському цвинтарі. У 1980 р. на могилі встановлено пам'ятник — обеліск.
Є братська могила воякам УПА.

### Заповідники
На південь від Москалівки знаходиться гідрологічна пам'ятка природи місцевого значення — «Зелена Криниця».

## Відомі люди
Народилися
- Анатолій Закидальський (нар. 1933) — український вчений у галузі інформаційно-вимірювальної техніки;
- Євген Кучерук (нар. 1949) — український вчений у галузі медицини, кандидат медичних наук;
- Леонід Кучерук (нар. 1956) — український підприємець, меценат;
- Іван Марчук (нар. 1936) — український живописець, народний художник України (2002), лауреат Національної премії України ім. Т. Шевченка (1997);
- Євгенія Пінчук-Серебрякова (нар. 1941) — українська акторка, народна артистка України;
- Галина Поплавська (нар. 1956) — український педагог;
- Микола Приймак (нар. 1947) — український вчений, доктор технічних наук;
- Степан Приймак (нар. 1940) — український вчений у галузі ядерної фізики, доктор технічних наук;
- Феодосій Приймак (нар. 1942) — український господарник, громадський діяч;
- Борис Рудик (нар. 1920) — український вчений у галузі хімії.

#### працювали
Зінкевич Анатолій Семенович  — український церковний діяч.